# 궁류초등학교 평촌분교
궁류초등학교 평촌분교는 경상남도 의령군 궁류면 평촌리 595에 있었던 초등학교이다.

## 연혁
- 1940년 8월 23일 궁류공립심상소학교 평촌간이학교 설립 인가(1학년 41명 입학)
- 1944년 4월 1일 평촌공립국민학교 개교
- 1986년 2월 20일 병설유치원 설립 인가
- 1991년 2월 21일 제42회 졸업식 (졸업생 총 수 1,691명)
- 1991년 3월 1일 궁류국민학교 평촌분교장으로 격하
- 1998년 2월 28일 궁류초등학교에 통폐합.